# Halictus berlandi
Halictus berlandi är en biart som beskrevs av Blüthgen 1936. Halictus berlandi ingår i släktet bandbin, och familjen vägbin. Inga underarter finns listade i Catalogue of Life.